# Govind Park
Govind Park – stadion piłkarski w mieście Ba, na Fidżi. Został otwarty w 1976 roku. Może pomieścić 13 500 widzów. Swoje spotkania rozgrywają na nim piłkarze klubu Ba FC, grywała na nim również piłkarska reprezentacja Fidżi.
Stadion został otwarty w 1976 roku. Obiekt nazwano imieniem byłego burmistrza Ba, Kishore Govinda. W lutym 2016 roku obiekt ucierpiał wskutek cyklonu Winston; po dokonaniu niezbędnych napraw został przywrócony do użytku w październiku tego samego roku.